# Gruža (Knić)
Pour les articles homonymes, voir Gruža.
Gruža (en serbe cyrillique : Гружа) est un village de Serbie situé dans la municipalité de Knić, district de Šumadija. Au recensement de 2011, il comptait 154 habitants.

## Démographie
| 1948 | 1953 | 1961 | 1971 | 1981 | 1991 | 2002 | 2011 |
| ---- | ---- | ---- | ---- | ---- | ---- | ---- | ---- |
| 287  | 295  | 391  | 327  | 247  | 237  | 201  | 154  |

|  |